# Enjoy Yourself
Enjoy Yourself е вторият студиен албум на австралийската певица Кайли Миноуг. Той е издаден на 9 октомври 1989 година. Миноуг започва работа по албума през февруари, април и юли 1989 г. с известни композитори и продуценти.

## История
След излизането си албумът достигна девето място в Австралия и първо във Великобритания и Ирландия. Първият сингъл на албума Hand on Your Heart е хит – на първо място в Великобритания и Ирландия. Албумът достига до първо място във Великобритания и Ирландия и са продадени 1,2 милиона копия във Великобритания. Албумът е продаден в 3,5 милиона копия по целия свят.

## Сингли
- Hand on Your Heart е издаден през април 1989 г. Той достига четвърто място в Австралия и достига номер едно във Великобритания и Ирландия. Този сингъл не е издаден в САЩ.

- Wouldn't Change a Thing е издаден през юли 1989 година. Той достига второ място в Великобритания и номер шест в Австралия. Този сингъл не е издаден в САЩ.

- Never Too Late е издаден през октомври 1989 година. Той достига номер 1 в Ирландия и номер 14 в Австралия. Този сингъл не е издаден в САЩ.

- Tears on My Pillow е издаден през януари 1990 година. Той достига номер 1 във Великобритания и Словения и номер 20 в Австралия. Този сингъл не е издаден в САЩ.

## Списък с песните

### Оригинален траклист
1. Hand on Your Heart – 3:54
2. Wouldn't Change a Thing – 3:17
3. Never Too Late – 3:27
4. Nothing to Lose – 3:24
5. Tell Tale Signs – 2:29
6. My Secret Heart – 2:44
7. I'm Over Dreaming (Over You) – 3:27
8. Tears on My Pillow – 2:33
9. Heaven and Earth – 3:47
10. Enjoy Yourself – 3:43

### Американско издание
1. Hand on Your Heart – 3:51
2. Wouldn't Change a Thing – 3:14
3. Never Too Late – 3:22
4. Nothing to Lose – 3:21
5. Tell Tale Signs – 2:26
6. Especially for You (с Джейсън Донован) – 3:59
7. My Secret Heart – 2:41
8. I'm Over Dreaming (Over You) – 3:23
9. Tears on My Pillow – 2:30
10. Heaven and Earth – 3:44
11. Enjoy Yourself – 3:45

### Kylie: The Videos 2
1. It's No Secret (видео)
2. Hand on Your Heart (алтернативно видео)
3. Wouldn't Change a Thing (видео)
4. Never Too Late (видео)
5. Interview

### 2012 японско преиздание
1. Just Wanna Love You – 3:32
2. We Know the Meaning of Love – 3:31
3. Hand on Your Heart (The Great Aorta Mix) – 6:26
4. Wouldn't Change a Thing (Your Thang Mix) – 7:15
5. Never Too Late (продължена) – 6:10
6. I'm Over Dreaming (Over You) (продължена) – 4:56
7. Tears on My Pillow (12" версия) – 4:20

### 2015 преиздание делукс версия (Диск 1)
1. Especially for You – 4:00
2. All I Wanna Do – 3:38
3. Just Wanna Love You – 3:32
4. We Know the Meaning of Love – 3:31
5. Hand on Your Heart (The Great Aorta Mix) – 6:26
6. Wouldn't Change a Thing (Your Thang Mix) – 7:15
7. Never Too Late (разширена версия) – 6:10
8. Tears on My Pillow (разширена версия) – 4:05
9. Especially for You (разширена версия) – 5:01

### 2015 преиздание делукс версия (Диск 2)
1. Hand on Your Heart (The Heartache Mix) – 5:22
2. Wouldn't Change a Thing (The Espagna Mix) – 5:47
3. I'm Over Dreaming (Over You) (разширен remix) – 4:56
4. We Know the Meaning of Love (разширена версия) – 5:51
5. Tears on My Pillow (12" Remix) – 4:20
6. Especially for You (Original 12" Mix) – 5:00
7. All I Wanna Do Is Make You Mine (разширена версия) – 6:01
8. Hand on Your Heart (Smokin' Remix) – 5:33
9. Wouldn't Change a Thing (Yoyo's 12" Mix) – 6:38
10. Especially for You (Original 7" Mix) – 3:31
11. Hand on Your Heart (видео mix) – 3:45
12. Wouldn't Change a Thing (The Espagna Mix редактиран) – 4:17
13. Never Too Late (Oz Tour Mix) – 5:06
14. I'm Over Dreaming (Over You) (7" Remix) – 3:23
15. Hand on Your Heart (Dub) – 5:32

### 2015 преиздание делукс версия (Диск 3)
1. Especially For You (видеоклип, с Джейсън Донован)
2. Hand on Your Heart (видеоклип)
3. Wouldn't Change a Thing (видеоклип)
4. Never Too Late (видеоклип)
5. Tears on My Pillow (видеоклип)
6. Interviews & Intros (част от секцията с бонус кадри)
7. The Making of "Never Too Late" (част от секцията с бонус кадри)
8. Never Too Late (зад кадър, част от секцията с бонус кадри)
9. Especially For You (на живо от Wogan)
10. Especially For You (на живо от Top of the Pops)
11. Hand on Your Heart (на живо от Top of the Pops)
12. Wouldn't Change a Thing (на живо от Wogan)
13. Wouldn't Change a Thing (на живо от Top of the Pops)
14. Never Too Late (на живо от Going Live!)
15. Never Too Late (на живо от Top of the Pops)

## Екип
- Кайли Миноуг – вокал, беквокали
- Jason Donovan – вокал
- Mae McKenna, Miriam Stockley – беквокали
- Matt Aitken – кейборд, китара, продуцент, аранжимент
- Pete Waterman – продуцент, аранжимент, микс
- Mike Stock – беквокали, продуцент, аранжимент, кейборд
- Ian Curnow – кейборд
- Linn drum machine – барабани
- Jason Barron, Dave Ford, Julian Gingell, Peter Hammond, Phil Harding, Chris McDonnell, Barry Stone – микс
- Peter Day – engineering, микс
- Karen Hewitt – engineering
- Greg Fulginiti – mastering
- Simon Fowler – фотосесия
- David Howells – облекло
- Lino Carbosiero – коса